# Dundrum Castle (County Down)

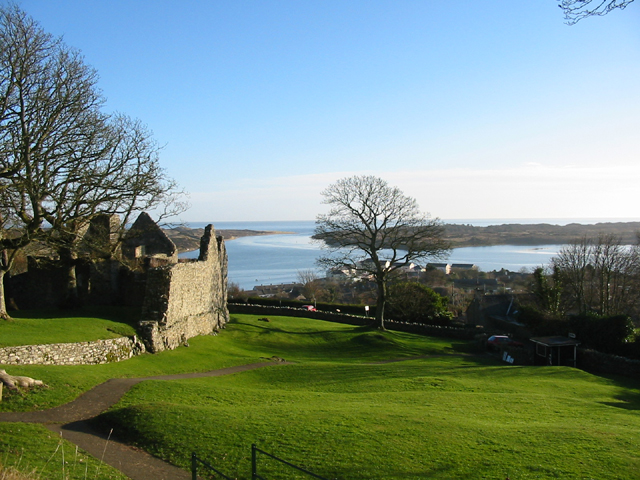
Dundrum Castle

Dundrum Castle (irisch Caisleán Dhún Droma) ist eine Burgruine oberhalb des Dorfes Dundrum (Dún Droma) in nordirischen County Down. John de Courcy ließ die Burg etwa Anfang des 13. Jahrhunderts, nach seiner Eroberung von Ulster, erbauen. Die Burg, die den Zugang zur Halbinsel Lecale von Westen und Süden bewachen sollte, steht auf einem felsigen Hügel, der einen guten Überblick über die Dundrum Bay, die Mourne Mountains, das Land westlich zum Slieve Croob hin und über die Ebenen von Lecale im Osten bietet. Die Burgruine ist ein State Care Historic Monument im Townland von Dundrum im District Newry, Mourne and Down.

## Geschichte

### 13. Jahrhundert

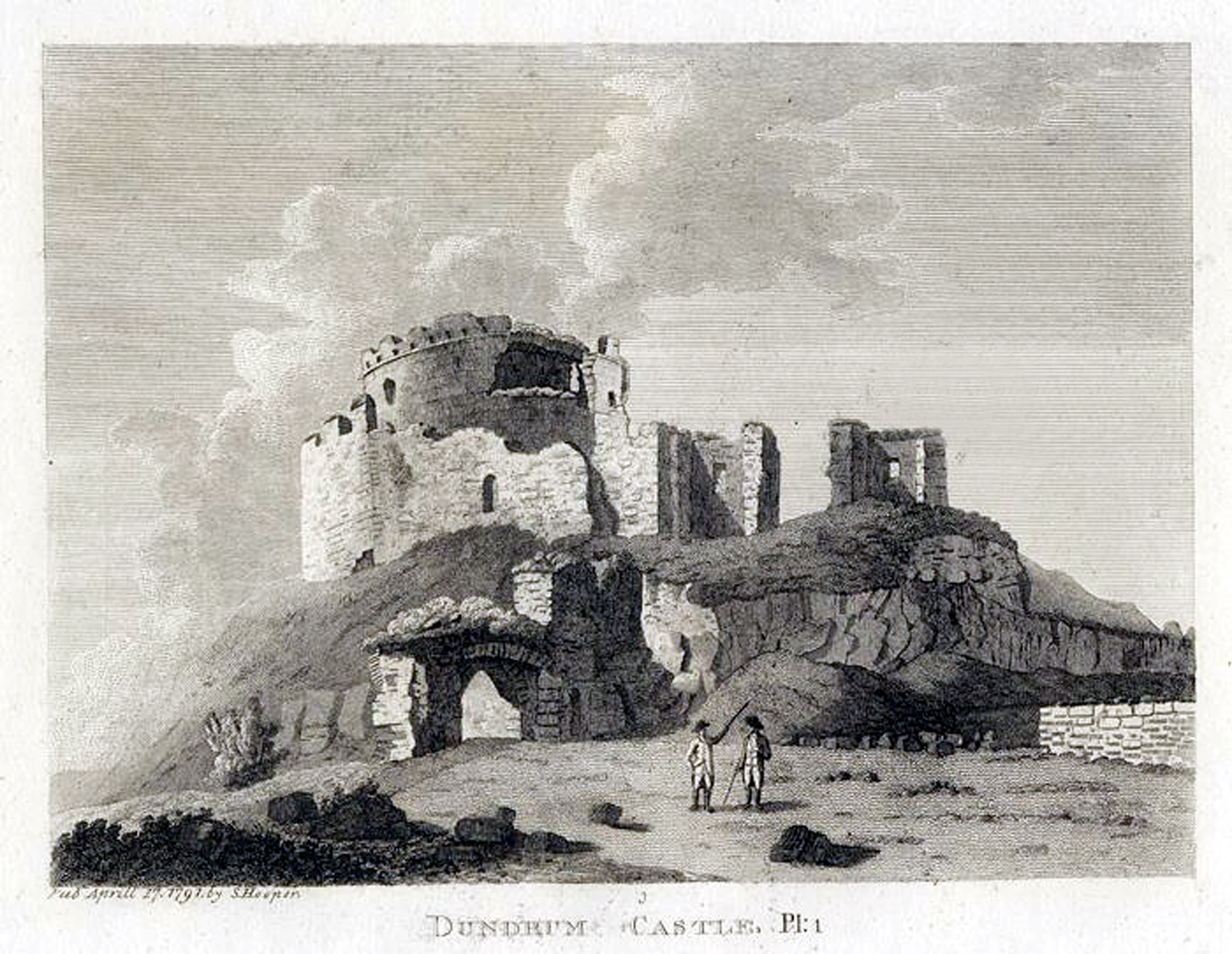
Die Burgruine 1791

De Courcys ursprüngliche Burg hatte wohl Verteidigungseinrichtungen aus Erde und Holz, aber es gilt als wahrscheinlich, dass die Kurtine des oberen Hofes Anfang des 13. Jahrhunderts entstand. Wie bei anderen frühen Umfassungsmauern gab es auch hier keine Türme, aber die Verteidigung wurde durch überdachte Umgänge entlang des äußeren Mauerkopfes erleichtert. Ein früher Rittersaal aus Holz könnte in der Nähe des Donjons gestanden haben, wo sich ein doppelter Aborterker in der Kurtine befindet.
1203 wurde de Courcy von Hugh de Lacy aus Ulster verjagt. Die erste urkundliche Erwähnung von Dundrum Castle war in den Chronicles of Mann Mitte des 13. Jahrhunderts. Dort steht, dass de Courcy 1205 ohne Erfolg „die Burg von Rath“ mit Hilfe von 100 Schiffen seines Schwagers Rǫgnvaldr Guðrøðarson, König der Inseln, belagerte.
1210 wurde die Burg dann von König Johann Ohneland eingenommen. Hugh de Lacy ließ die Burg mit einem massiven, runden Donjon verstärken, womit er vermutlich Baumeister von den Welsh Marches beauftragte, wo solche Donjons damals in Mode waren. Auch wenn ein großer Teil des 2. Stockwerks dieses Donjons im 15. Jahrhundert erneuert wurde, lassen der Kaminzug des alten offenen Kamins und die Wendeltreppe keinen Zweifel daran aufkommen, dass der Donjon ursprünglich mindestens drei Stockwerke hoch war. Das Erdgeschoss diente als Lager und beherbergte eine Zisterne unterhalb des 1. Obergeschosses, in dem der täglich genutzte Wohnraum des Lords untergebracht war, während das 2. Obergeschoss das private Schlafgemach des Lords war. Die Burg blieb in Besitz der Krone, bis de Lacy 1226 in sein Earldom zurückkehren durfte. Vermutlich nach der zweiten Verleihung des Titels Earl of Ulster (1227–1243) wurde das mit zwei Türmen versehene Torhaus, ähnlich dem von Pembroke Castle, in die Kurtine eingesetzt. Es war unsymmetrisch gebaut und hatte nur einen hervorstehenden Turm, der über die Auffahrt entlang einer schmalen Rampe von Südwesten wachte.

### 15. bis 20. Jahrhundert
Die steinerne Kurtine des äußeren Hofes ließ vermutlich die Familie Magennis aus Mourne anlegen, die Dundrum Castle Ende des 15. Jahrhunderts einnahm. Der Earl of Kildare eroberte die Burg kurzzeitig 1517, ebenso wie Lord Deputy Grey 1538. In dieser Zeit hieß die Burg auch Magennis Castle. Phelim Magennis übergab die Burg 1601 an Lord Mountjoy. 1605 wurde sie Lord Cromwell übertragen und 1636 an Sir Francis Blundell verkauft. Die Familie Magennis nahm die Burg 1642 erneut ein, verlor sie später aber wieder an die Parlamentaristen, die sie 1652 abreißen ließen, nachdem sie ihre Garnison abgezogen hatten.
Nach 1660 kehrten die Blundells zurück und ließen ein L-förmiges, giebelbewehrtes Herrenhaus in der Südwestecke des äußeren Burghofes erbauen. Dieses Wohnhaus lag in Ruinen, als das Anwesen Anfang des 19. Jahrhunderts an den zweiten Marquess of Downshire überging. Die Bäume wurden vermutlich zu dieser Zeit gepflanzt. 1954 wurden die Reste der Burg und das Anwesen vom siebten Marquess an den Staat übertragen.

### 21. Jahrhundert
Die Burg gilt als wichtiges Beispiel normannischer Architektur und wird häufig von Touristen und Schulkindern besucht. In einer Episode des archäologischen Fernsehprogramms Time Team wurde Dundrum Castle behandelt. Sie wurde am 24. Februar 2013 auf Channel 4 ausgestrahlt.

## Galeriebilder

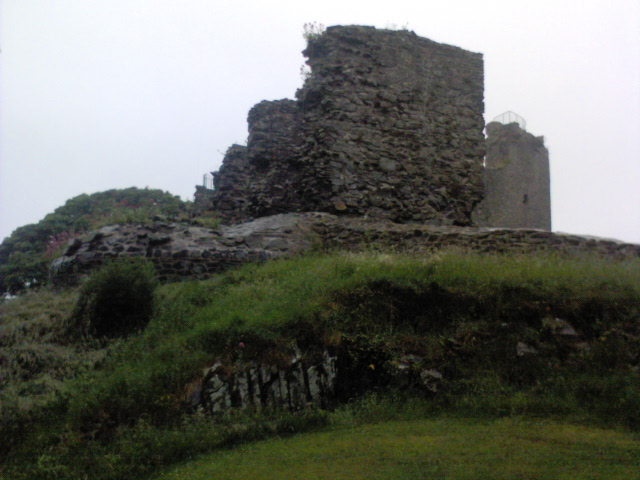
Dundrum Castle
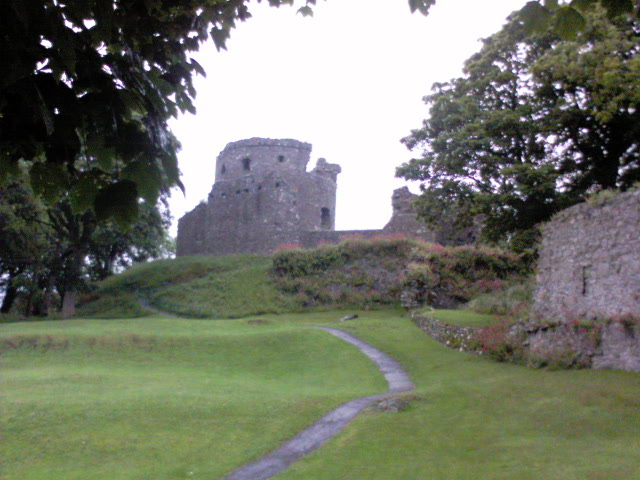
Dundrum Castle
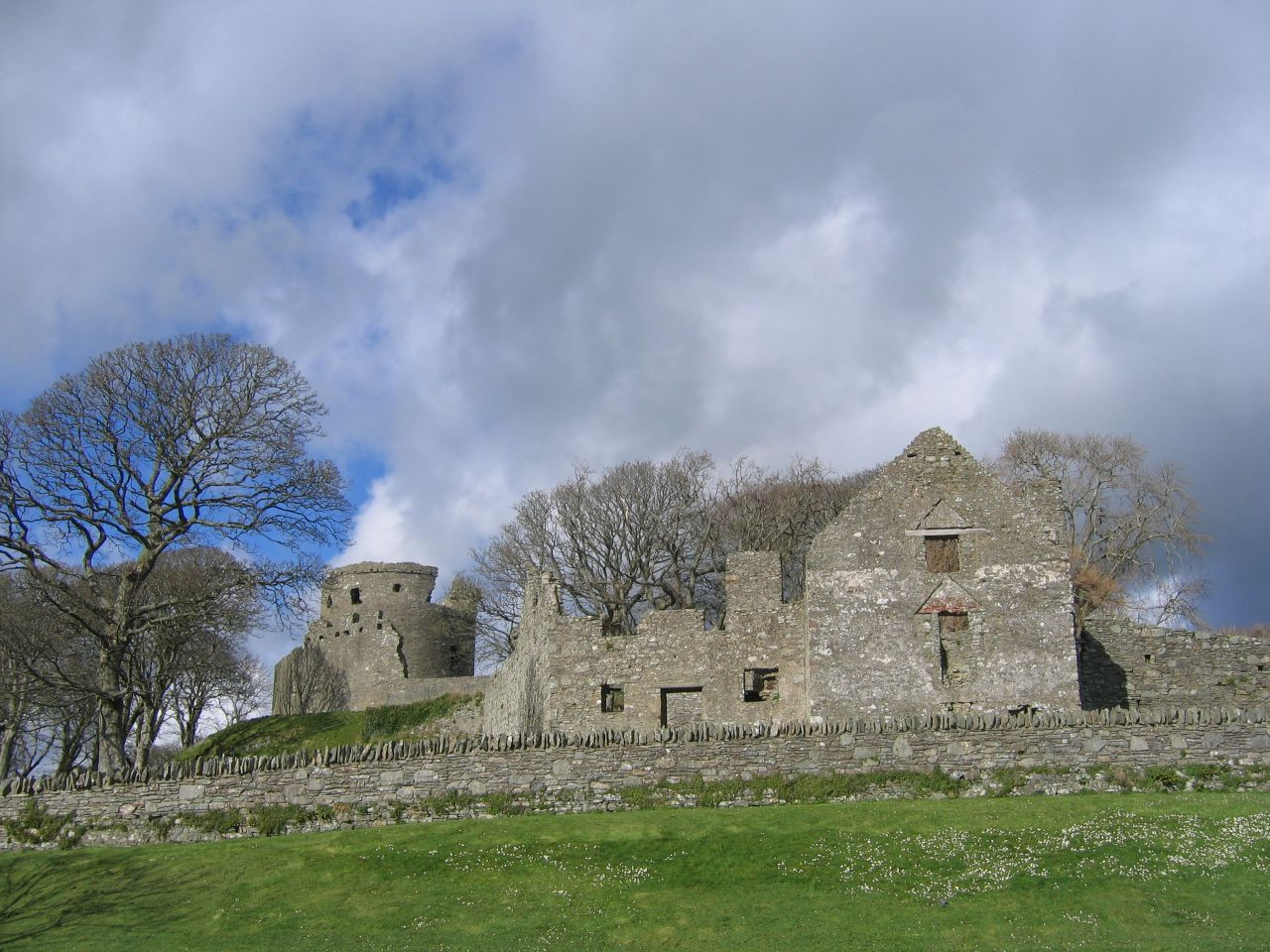
Dundrum Castle
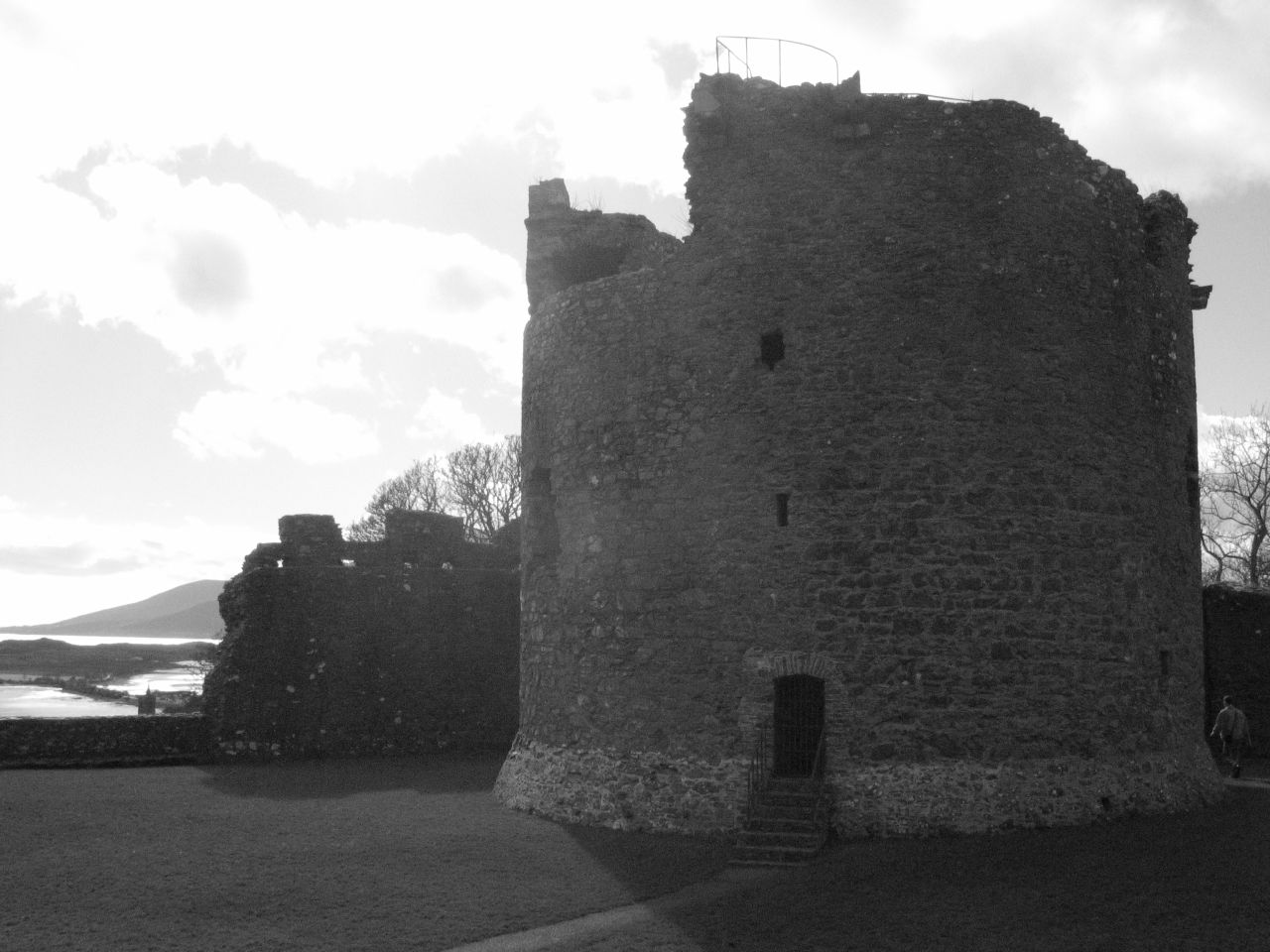
Dundrum Castle
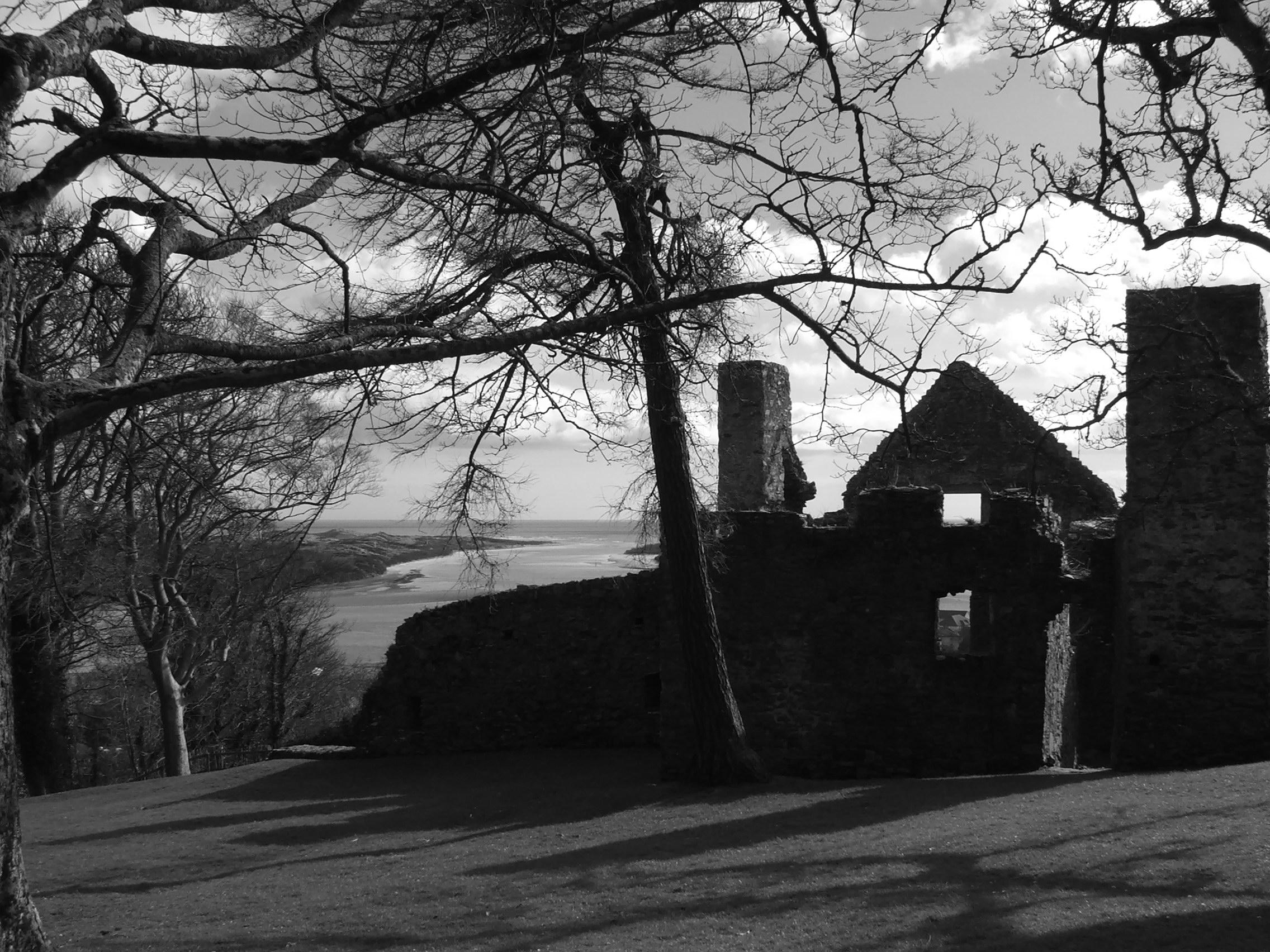
Dundrum Castle